# Xavi Molina
Xavi Molina, né le 19 juillet 1986 à Tarragone en Espagne, est un footballeur espagnol. Il évolue au KAS Eupen au poste de défenseur central.

## Biographie
Il joue 14 matchs en deuxième division espagnole avec le CD Alcoyano lors de la saison 2011-2012, et 100 matchs dans ce même championnat avec le Gimnàstic Tarragone entre 2015 et 2018.

## Palmarès
- Vainqueur du Groupe 3 de Segunda División B en 2015 avec le Gimnàstic Tarragone